# Großmutter-Hypothese

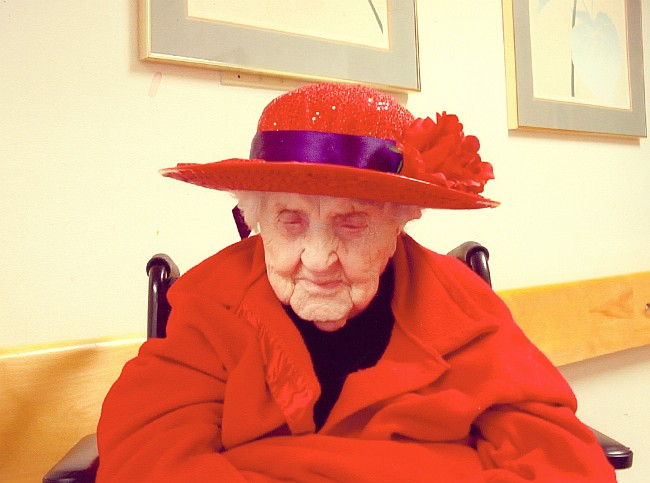
Neva Morris (3. August 1895 – 6. April 2010) im Alter von 110 Jahren; sie erlebte, gemessen am Durchschnitt, mehr Jahre nach als vor der Menopause

Die Großmutter-Hypothese ist eine Hypothese aus der biologischen Anthropologie. Sie versucht zu erklären, weshalb sich im Laufe der Evolution bei Frauen die Menopause entwickelt hat. Zugleich versucht sie zu erklären, weshalb Frauen nach der altersbedingten Unfruchtbarkeit noch viele Lebensjahre erreichen können, während dies bei den meisten anderen weiblichen Säugetieren nicht der Fall ist, unter anderem bei den Menschenaffen.
Die Hypothese besagt, dass Frauen nach der Menopause einen evolutionären Vorteil haben, indem sie als Großmütter ihre Energie und Ressourcen darauf verwenden, ihren Enkeln zu helfen, anstatt selbst weitere Kinder zu bekommen.

## Evolutionstheoretischer Hintergrund
Nach der Evolutionstheorie von Darwin und Wallace bleiben jene Merkmale einer Art erhalten, welche den merkmalstragenden Individuen den größten Fortpflanzungserfolg geben.
Bei den meisten Säugetieren hat es sich im Laufe des Selektionsprozesses durchgesetzt, dass die weiblichen Populationsmitglieder bis kurz vor dem Ende ihrer Lebenserwartung fertil sind, weil sich deren höhere Fortpflanzungsrate im Verhältnis zu weniger fertilen Artgenossinnen im Selektionsprozess als vorteilhaft erwiesen hat. In diesem Rahmen wird von Evolutionsbiologen die Frage gestellt, weshalb sich im Laufe der Hominisation bei Frauen eine im Verhältnis zur maximalen Lebenserwartung relativ früh einsetzende Infertilität entwickelte, denn das müsste im Vergleich mit Artgenossinnen, welche keine oder eine spätere Menopause entwickelt haben, auf Grund der geringeren Fortpflanzungsrate ein Nachteil sein.

### Die Menopause als Adaptation

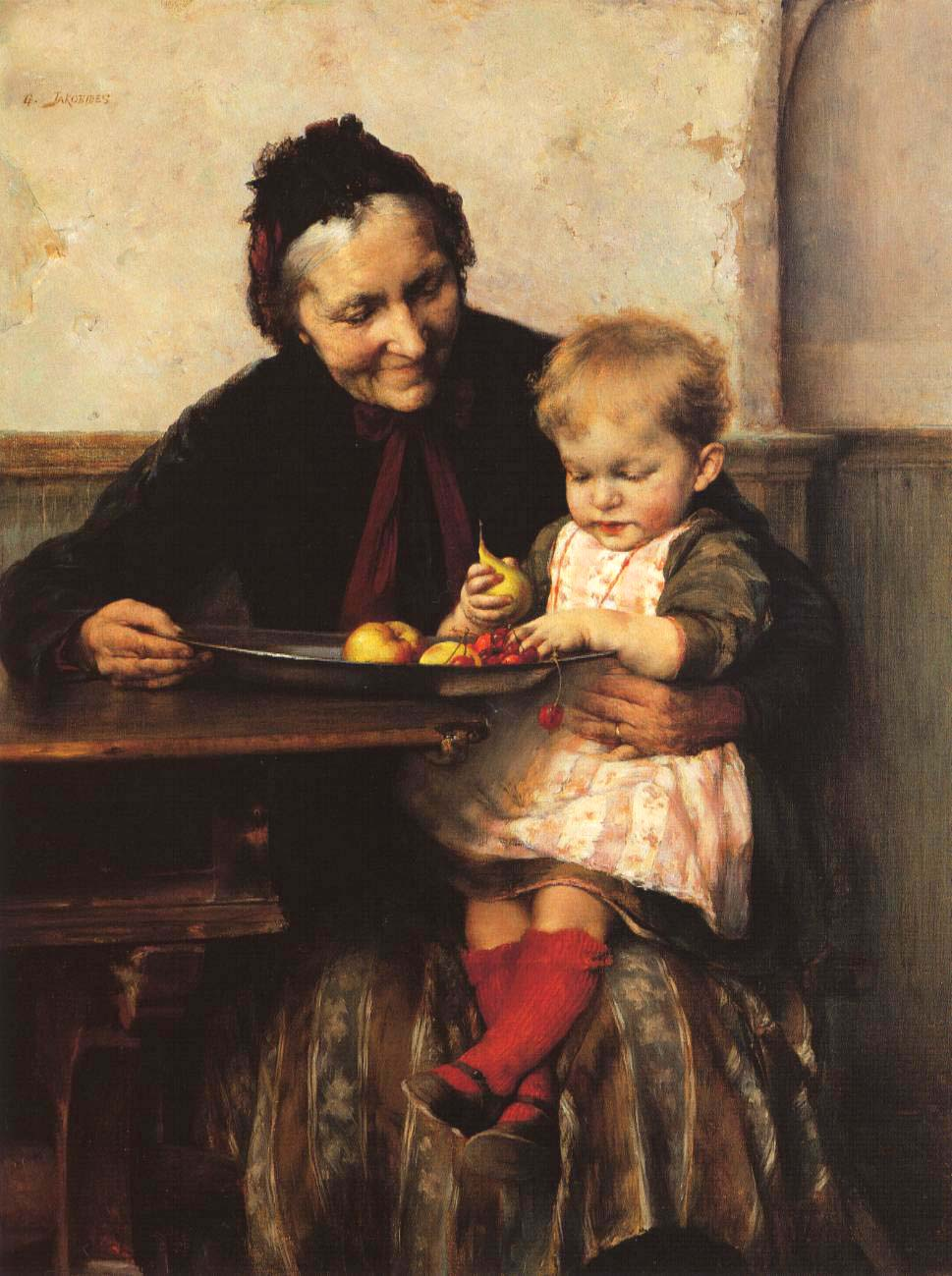
Großmutter mit Enkelin. Gemälde von Georgios Jakobides

Die Fitness im Selektionsprozess hängt nicht nur von der Anzahl der Neugeborenen, sondern auch von deren Überlebenswahrscheinlichkeit ab. George C. Williams brachte die Erklärung ins Spiel, dass ältere, nicht mehr an eigener Fortpflanzung interessierte Frauen einen positiven Effekt auf die Überlebensrate ihrer Kinder haben können und die Menopause somit eine Angepasstheit des heutigen Menschen darstellt. Von dieser evolutionstheoretisch fundierten Überlegung ausgehend entwickelte insbesondere Kristen Hawkes die These, dass auch der Einsatz der Großmütter für ihre Enkel evolutionär vorteilhaft und ein Grund für die Menopause sein könnte. Im Laufe des Selektionsprozesses werden nach dieser Hypothese statistisch gesehen jene Individuen begünstigt, die eine helfende, lange lebende Großmutter hatten. Somit konnte sich nach der Großmutter-Hypothese das Merkmal der frühen Infertilität bei gleichzeitig hoher Lebenserwartung von Frauen durchsetzen. Auch stochastische Modellierungen, die 2014 von Peter S. Kim, Kristen Hawkes und anderen durchgeführt wurden, zeigen, dass es sich unter bestimmten Rahmenbedingungen um eine vorteilhafte Strategie handeln kann.
Bei Menschenkindern besteht zudem im Verhältnis zu den Jungtieren anderer Säugetiere eine längere und hohe Abhängigkeit von der Versorgung durch Erwachsene. Je später eine Frau Mutter wird, desto höher ist das Risiko, vor der Fähigkeit des Kindes zur Selbstversorgung eines altersbedingten Todes zu sterben, was die Überlebenswahrscheinlichkeit der eigenen Nachkommen stark verringern würde. Dementsprechend sind die Merkmale jener Individuen begünstigt, die neben dem Gebären von Nachkommen auch langfristig deren Überleben und das Überleben von deren Nachkommen sichern können.
Durch spätere Geburten erhöht sich das Risiko von Übertragungsfehlern des Genoms (Chromosomenaberration) in der Eizelle während der meiotischen Zellteilungen bei der Eireifung. Damit steigt auch die Wahrscheinlichkeit für Fehlgeburten, eine höhere Säuglingssterblichkeit sowie für Erbkrankheiten an. Dieser Zusammenhang wird als weiterer Beleg für die Plausibilität der Großmutter-Hypothese angeführt.

## Empirische Studien zur Großmutter-Hypothese
Mehrere Studien an historischen Daten bestätigen einen Zusammenhang zwischen der Langlebigkeit einer Frau mit der Zahl ihrer überlebenden Enkel. Eine Untersuchung von Kirchenbüchern der Landschaft Krummhörn (westliches Ostfriesland) aus den Jahren 1720–1874 ergab, dass sich dieser Zusammenhang auf Großmütter mütterlicherseits beschränkt, während sich bei Großmüttern väterlicherseits die Überlebenswahrscheinlichkeit der Enkel verringerte. Auch andere Studien kamen zu dem Ergebnis, dass die Anwesenheit von Großmüttern in der Familie sich wesentlich günstiger für die Nachkommen von Töchtern denn von Söhnen auswirkt.
Eckart Voland, Wulf Schiefenhövel und Athanasios Chasiotis schreiben, dass eine Erklärung dafür in dem die soziale Evolution des Menschen beeinflussenden Umstand einer latenten Vaterschaftsunsicherheit liegen könnte, wobei die Wahrscheinlichkeit gemeinsamer Gene zwischen Großeltern und ihren Enkeln in der männlichen Linie vergleichsweise geringer sei als in der weiblichen, aber auch in dem Umstand, dass Großmütter mit den Frauen ihrer Söhne nicht verwandt sind. Während sich die reproduktiven Interessen von postmenopausalen Müttern und ihren erwachsenen Töchtern weitgehend überlappen, seien diese Interessen von Müttern und den Partnerinnen ihrer erwachsenen Söhne verschieden, so dass es zu innerfamiliären Stresserfahrungen kommen könne.

## Kritik
Die Überprüfung der Hypothese anhand von empirischen Daten ist äußerst schwierig, weil sie einen Prozess der Anpassung über mehrere tausend Generationen beschreibt, heutige Untersuchungen aber nur wenige Generationen umfassen können. Die Auswertung historischer Quellen hingegen sieht sich mit dem Problem der Verlässlichkeit der Angaben konfrontiert.
An der Auffassung von der Menopause als evolutionäre Angepasstheit wird kritisiert, dass es sich nicht unbedingt um eine direkte Adaptation handeln muss, sondern ebenso eine Exaptation sein könnte, also eine indirekte Angepasstheit eines Merkmals durch die Selektion eines damit verbundenen Merkmals.
Neben Menschen ist von Kurzflossen-Grindwalen und eventuell einigen Arten des Afrikanischen Elefanten bekannt, dass diese nach der Unfruchtbarkeit eine längere maximale Lebenserwartung aufweisen. All diesen Säugetieren ist gemein, dass die weiblichen Populationsmitglieder schon als Ungeborene ihren Vorrat an Eizellen (Ovarialfollikeln) entwickeln, welche nach spätestens rund 50 Jahren durch Follikelatresie abgebaut sind und somit keine Östrogene mehr bilden und freisetzen können. Die Menopause könnte demnach weder eine Angepasstheit noch eine sekundäre Exaptation sein, sondern eine zwangsläufige Folge des evolutionär etablierten Aufbaus und damit ein Teil der evolutionary constraints (engl. für ‚evolutionäre Einschränkungen‘), welche sich aus dem Körperbau und der Physiologie der Vorfahren ergeben haben und nicht mehr umkehrbar sind. Die hohe Lebenserwartung von Frauen wäre also nicht durch den Fitnessvorteil der Nachkommen der übernächsten Generation erklärbar, sondern die durchschnittliche Menopause zwischen dem 50. und dem 51. Lebensjahr wäre eine „architektonische“ Begrenzung, die nicht überwunden werden kann.

## Weiterführende Literatur
- Rachel Caspari: Kultursprung durch Großeltern. In: Spektrum der Wissenschaft. Nr. 4/2012, Volltext
- Alan A. Cohen: Female post-reproductive lifespan: a general mammalian trait. In: Biological Review, Band 79, Nr. 4, 2004, S. 733–750, doi:10.1017/S1464793103006432, Volltext (PDF; 250 kB)
- Sacha C. Engelhardt, Patrick Bergeron, Alain Gagnon et al.: Using Geographic Distance as a Potential Proxy for Help in the Assessment of the Grandmother Hypothesis. In: Current Biology. Band 29, Nr. 4, 2019, S. 651–656, doi:10.1016/j.cub.2019.01.027 (englisch).
- Mirkka Lahdenperä et al.: Fitness benefits of prolonged post-reproductive lifespan in women. In: Nature, Band 428, 2004, S. 178–181, doi:10.1038/nature02367
- Mirkka Lahdenperä et al.: Selection for long lifespan in men: benefits of grandfathering? In: Proceedings of the Royal Society B, Band 274, Nr. 1624, 2007, S. 2437–2444, doi:10.1098/rspb.2007.0688
- Daniel E. Lieberman et al.: The active grandparent hypothesis: Physical activity and the evolution of extended human healthspans and lifespans. In: PNAS. Band 118, Nr. 50, 2021, e2107621118; doi:10.1073/pnas.2107621118.
- Craig Packer et al.: Reproductive cessation in female mammals. In: Nature. Band 392, 1998, S. 807–811, doi:10.1038/33910.
- Jocelyn Scott Peccei: A Critique of the Grandmother Hypotheses. Old and New. In: American Journal of Human Biology. Band 13, 2001, S. 434–452 (englisch, wiley.com [PDF; 125 kB; abgerufen am 18. Dezember 2021]).
- Martin Surbeck, Christophe Boesch, Catherine Crockford et al.: Males with a mother living in their group have higher paternity success in bonobos but not chimpanzees. In: Current Biology. Band 29, Nr. 10, 2019, S. PR354-R355, doi:10.1016/j.cub.2019.03.040 (englisch).
- Eckart Voland, Jan Beise: Bilanzen des Alters: oder: Was lehren uns ostfriesische Kirchenbücher über die Evolution von Großmüttern? In: Historical Social Research. Band 30, Nr. 3, S. 205–218, doi:10.12759/hsr.30.2005.3.205-218 (ssoar.info [PDF; 657 kB; abgerufen am 18. Dezember 2021]).

## Belege
1. ↑  G. C. Williams: Pleiotropy, natural selection, and the evolution of senescence. In: Evolution. Band 11, Nr. 4, 1957, S. 398–411, doi:10.1111/j.1558-5646.1957.tb02911.x, Volltext. „A termination of increasingly hazardous pregnancies would enable her to devote her whole remaining energy to the child care of her living children, and would remove childbirth mortality as a possible cause for failure to raise these children.“ S. 408.
2. ↑  K. Hawkes, J. F. O’Connell, N. G. Jones, H. Alvarez, E. L. Charnov: Grandmothering, menopause, and the evolution of human life histories. In: PNAS. Band 95, Nr. 3, 1998, S. 1336–1339, doi:10.1073/pnas.95.3.1336.
3. ↑  Peter S. Kim, John S. McQueen, James E. Coxworth, Kristen Hawkes: Grandmothering drives the evolution of longevity in a probabilistic model. In: Journal of Theoretical Biology. Band 353, 2014, S. 84–94, doi:10.1016/j.jtbi.2014.03.011.
4. 1 2  Lynette E. Leidy: Menopause in Evolutionary Perspective in Wanda R. Trevathan (Hrsg.): Evolutionary Medicine, Oxford University Press, New York (1999), S. 414, 417 bei Google bücher (englisch)
5. ↑  Kristen Hawkes: Human longevity: The grandmother effect. In: Nature, Band 428, 2004, S. 128–129, doi:10.1038/428128a.
6. ↑  Engelhardt SC, Bergeron P, Gagnon A, Dillon L, Pelletier F.: Using Geographic Distance as a Potential Proxy for Help in the Assessment of the Grandmother Hypothesis. In: Current Biology. Band 29, Nr. 4, S. 651–656.E3. doi:10.1016/j.cub.2019.01.027. PMID 30744976.
7. ↑  Chapman, Simon & Lahdenperä, Mirkka & Pettay, Jenni & Lynch, Robert & Lummaa, Virpi: Offspring fertility and grandchild survival enhanced by maternal grandmothers in a pre-industrial human society. In: Scientific Reports. Band 11, Artikel-Nr. 3652, 2021, doi:10.1038/s41598-021-83353-3.
8. ↑  Eckart Voland, Jan Beise: Bilanzen des Alters – oder: Was lehren uns ostfriesische Kirchenbücher über die Evolution von Großmüttern? In: Historical Social Research. Band 30, Nr. 3, 2005, S. 205–218 auf der Webseite (Memento vom 29. September 2013 im Internet Archive) (PDF; 394 kB) der Universität Gießen
9. 1 2  Eckart Voland, Athanasios Chasiotis, Wulf Schiefenhövel: Das Paradox der zweiten Lebenshälfte: Warum gibt es Großmütter? In: Biologie unserer Zeit. 34. Jahrgang 2004 (Nr. 6), S. 369 und 367, Volltext